# Olympische Winterspiele 1994/Eisschnelllauf
Bei XVII. Olympischen Winterspielen 1994 in Lillehammer fanden zehn Wettbewerbe im Eisschnelllauf statt. Austragungsort war die 1992 eröffnete Hamar Olympic Hall in Hamar, die zu den schnellsten Bahnen der Welt gehört. Obwohl nach dem Zerfall der Sowjetunion deren ehemalige Sportler erstmals für ihre jeweiligen neuen nationalen Verbände starteten, waren sowohl weniger Läufer als auch weniger Nationen gemeldet als zwei Jahre zuvor in Albertville.
Die erfolgsverwöhnte deutsche Mannschaft musste eine gewisse Enttäuschung verkraften. Erstmals wurden die Auswirkungen der veränderten gesellschaftlichen Verhältnisse für die zumeist ostdeutschen Athleten spürbar. Gleichwohl gewannen die Frauen sechs Medaillen. Einen schweren Rückschlag bedeutete der Sturz von Gunda Niemann über 3000 Meter. Die ehrgeizige Erfurterin, die von vornherein als Siegerin über beide Langstrecken und feste Medaillenbank über 1500 Meter galt, war auf dem schnellen Eis zu forsch angelaufen und verhakte sich gleich zum Auftakt auf ihrer Paradestrecke an einer festgefrorenen Bahnmarkierung. Trotz des Sturzes lief ins Ziel, sicherte sich damit dem Team einen Startplatz und gewann immerhin noch Silber und Bronze. Der Norweger Johann Olav Koss siegte vor heimischem Publikum auf drei Strecken jeweils mit Weltrekord und stieg zum Volkshelden auf.

## Bilanz

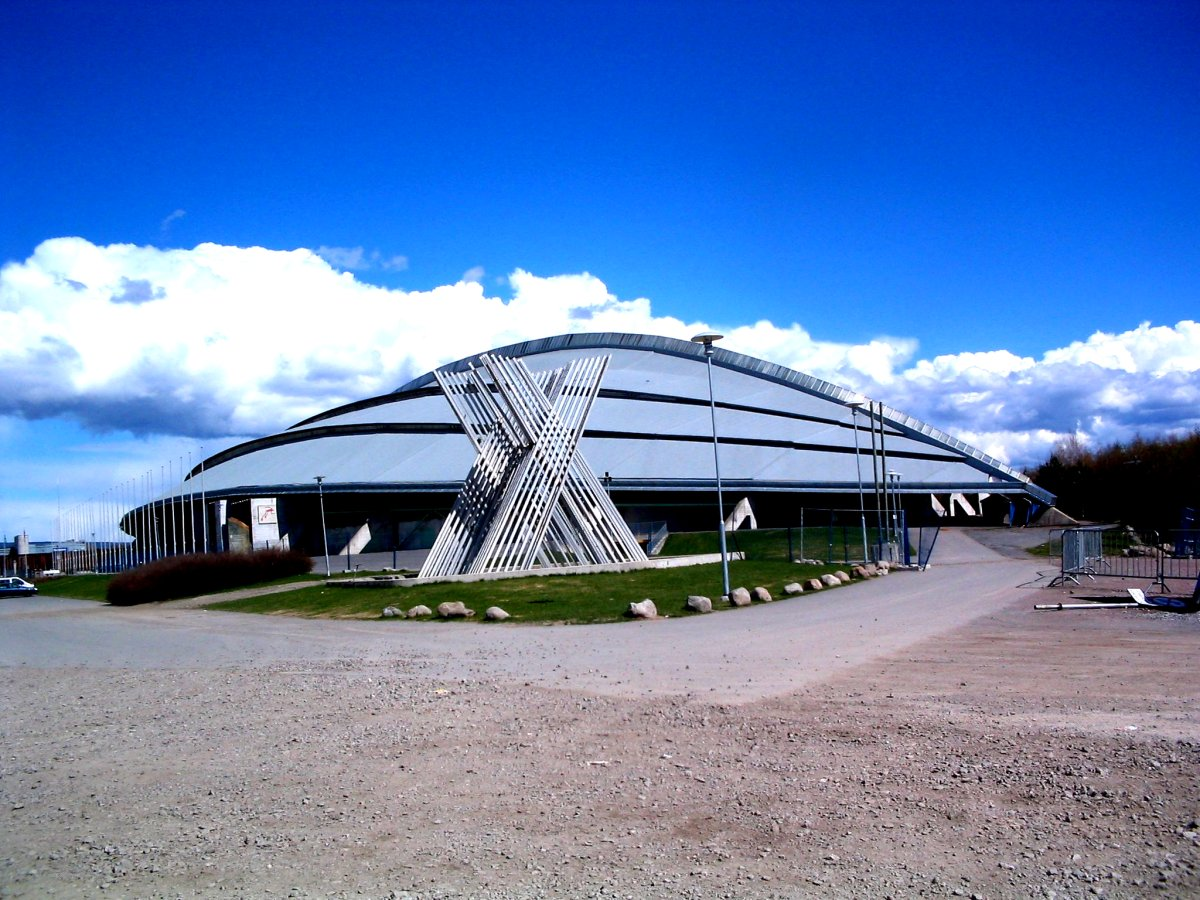
Vikingskipet

### Medaillenspiegel
| Platz | Land               | Gold | Silber | Bronze | Gesamt |
| ----- | ------------------ | ---- | ------ | ------ | ------ |
| 1     | Norwegen           | 3    | 2      | –      | 5      |
| 2     | Vereinigte Staaten | 3    | –      | –      | 3      |
| 3     | Russland           | 2    | 2      | 1      | 5      |
| 4     | Deutschland        | 1    | 2      | 3      | 6      |
| 5     | Österreich         | 1    | 1      | –      | 2      |
| 6     | Niederlande        | –    | 1      | 3      | 4      |
| 7     | Kanada             | –    | 1      | –      | 1      |
| 7     | Belarus            | –    | 1      | –      | 1      |
| 9     | Japan              | –    | –      | 2      | 2      |
| 10    | China              | –    | –      | 1      | 1      |

### Medaillengewinner
| Konkurrenz | Gold              | Silber              | Bronze              |
| ---------- | ----------------- | ------------------- | ------------------- |
| 500 m      | Alexander Golubew | Sergei Klewtschenja | Manabu Horii        |
| 1000 m     | Dan Jansen        | Ihar Schaljasouski  | Sergei Klewtschenja |
| 1500 m     | Johann Olav Koss  | Rintje Ritsma       | Falko Zandstra      |
| 5000 m     | Johann Olav Koss  | Kjell Storelid      | Rintje Ritsma       |
| 10.000 m   | Johann Olav Koss  | Kjell Storelid      | Bart Veldkamp       |

| Konkurrenz | Gold                | Silber             | Bronze            |
| ---------- | ------------------- | ------------------ | ----------------- |
| 500 m      | Bonnie Blair        | Susan Auch         | Franziska Schenk  |
| 1000 m     | Bonnie Blair        | Anke Baier         | Ye Qiaobo         |
| 1500 m     | Emese Hunyady       | Swetlana Fedotkina | Gunda Niemann     |
| 3000 m     | Swetlana Baschanowa | Emese Hunyady      | Claudia Pechstein |
| 5000 m     | Claudia Pechstein   | Gunda Niemann      | Hiromi Yamamoto   |

## Ergebnisse Männer

### 500 m
| Platz | Land | Sportler            | Zeit (s)   |
| ----- | ---- | ------------------- | ---------- |
| 1     | RUS  | Alexander Golubew   | 36,33 (OR) |
| 2     | RUS  | Sergei Klewtschenja | 36,39      |
| 3     | JPN  | Manabu Horii        | 36,53      |
| 4     | CHN  | Liu Hongbo          | 36,54      |
| 5     | JPN  | Hiroyasu Shimizu    | 36,60      |
| 6     | JPN  | Junichi Inoue       | 36,63      |
| 7     | NOR  | Grunde Njøs         | 36,66      |
| 8     | USA  | Dan Jansen          | 36,68      |
| 9     | JPN  | Yasunori Miyabe     | 36,72      |
| 10    | BLR  | Ihar Schaljasouski  | 36,73      |
|       |      |                     |            |
| 18    | GER  | Peter Adeberg       | 37,35      |
| 28    | GER  | Lars Funke          | 37,80      |
| 39    | GER  | Michael Spielmann   | 38,58      |

Datum: 14. Februar 1994, 14:00 Uhr 

40 Teilnehmer aus 16 Ländern, davon 39 in der Wertung.

### 1000 m
| Platz | Land | Sportler            | Zeit (min)   |
| ----- | ---- | ------------------- | ------------ |
| 1     | USA  | Dan Jansen          | 1:12,43 (WR) |
| 2     | BLR  | Ihar Schaljasouski  | 1:12,72      |
| 3     | RUS  | Sergei Klewtschenja | 1:12,85      |
| 4     | CHN  | Liu Hongbo          | 1:13,47      |
| 5     | CAN  | Sylvain Bouchard    | 1:13,56      |
| 6     | CAN  | Patrick Nelly       | 1:13,67      |
| 7     | NOR  | Roger Strøm         | 1:13,74      |
| 8     | JPN  | Junichi Inoue       | 1:13,75      |
| 9     | NED  | Gerard van Velde    | 1:13,81      |
| 10    | CAN  | Kevin Scott         | 1:13,82      |
|       |      |                     |              |
| 13    | GER  | Peter Adeberg       | 1:14,15      |
| 27    | GER  | Michael Spielmann   | 1:15,41      |
| 28    | GER  | Lars Funke          | 1:15,44      |

Datum: 18. Februar 1994, 14:00 Uhr 

43 Teilnehmer aus 17 Ländern, davon 40 in der Wertung.

### 1500 m
| Platz | Land | Sportler           | Zeit (min)   |
| ----- | ---- | ------------------ | ------------ |
| 1     | NOR  | Johann Olav Koss   | 1:51,29 (WR) |
| 2     | NED  | Rintje Ritsma      | 1:51,99      |
| 3     | NED  | Falko Zandstra     | 1:52,38      |
| 4     | NOR  | Ådne Søndrål       | 1:53,13      |
| 5     | RUS  | Andrei Anufrijenko | 1:53,16      |
| 6     | GER  | Peter Adeberg      | 1:53,50      |
| 7     | CAN  | Neal Marshall      | 1:53,56      |
| 8     | NED  | Martin Hersman     | 1:53,50      |
| 9     | NED  | Jeroen Straathof   | 1:53,70      |
| 10    | UKR  | Jurij Schulha      | 1:53,50      |
|       |      |                    |              |
| 13    | GER  | Olaf Zinke         | 1:54,66      |
| 17    | AUT  | Michael Hadschieff | 1:55,09      |
| 19    | GER  | Thomas Kumm        | 1:55,35      |
| 20    | GER  | Michael Spielmann  | 1:55,36      |
| 22    | AUT  | Roland Brunner     | 1:55,78      |

Datum: 16. Februar 1994, 14:00 Uhr 

44 Teilnehmer aus 17 Ländern, davon 41 in der Wertung.

### 5000 m
| Platz | Land | Sportler             | Zeit (min)   |
| ----- | ---- | -------------------- | ------------ |
| 1     | NOR  | Johann Olav Koss     | 6:34,96 (WR) |
| 2     | NOR  | Kjell Storelid       | 6:42,68      |
| 3     | NED  | Rintje Ritsma        | 6:43,94      |
| 4     | NED  | Falko Zandstra       | 6:44,58      |
| 5     | NED  | Bart Veldkamp        | 6:49,00      |
| 6     | JPN  | Toshihiko Itokawa    | 6:49,36      |
| 7     | POL  | Jaromir Radke        | 6:50,40      |
| 8     | GER  | Frank Dittrich       | 6:52,27      |
| 9     | AUT  | Michael Hadschieff   | 6:53,02      |
| 10    | AUT  | Christian Eminger    | 6:53,18      |
|       |      |                      |              |
| 23    | GER  | Alexander Baumgärtel | 6:59,64      |
| 28    | CHE  | Martin Feigenwinter  | 7:02,12      |
| 29    | GER  | Thomas Kumm          | 7:02,18      |

Datum: 13. Februar 1994, 15:00 Uhr 

32 Teilnehmer aus 17 Ländern, alle in der Wertung.

### 10.000 m
| Platz | Land | Sportler           | Zeit (min)    |
| ----- | ---- | ------------------ | ------------- |
| 1     | NOR  | Johann Olav Koss   | 13:30,55 (OR) |
| 2     | NOR  | Kjell Storelid     | 13:49,25      |
| 3     | NED  | Bart Veldkamp      | 13:56,73      |
| 4     | NED  | Falko Zandstra     | 13:58,25      |
| 5     | POL  | Jaromir Radke      | 14:03,84      |
| 6     | GER  | Frank Dittrich     | 14:04,33      |
| 7     | NED  | Rintje Ritsma      | 14:09,28      |
| 8     | SWE  | Jonas Schön        | 14:10,15      |
| 9     | AUT  | Michael Hadschieff | 14:12,09      |
| 10    | AUT  | Christian Eminger  | 14:15,14      |

Datum: 20. Februar 1994, 14:00 Uhr 

16 Teilnehmer aus 10 Ländern, alle in der Wertung.

## Ergebnisse Frauen

### 500 m
| Platz | Land | Sportlerin           | Zeit (s) |
| ----- | ---- | -------------------- | -------- |
| 1     | USA  | Bonnie Blair         | 39,25    |
| 2     | CAN  | Susan Auch           | 39,61    |
| 3     | GER  | Franziska Schenk     | 39,70    |
| 4     | CHN  | Xue Ruihong          | 39,71    |
| 5     | KOR  | Yoo Seon-hee         | 39,92    |
| 6     | GER  | Monique Garbrecht    | 39,95    |
| 7     | RUS  | Swetlana Schurowa    | 40,17    |
| 8     | NOR  | Edel Therese Høiseth | 40,20    |
| 9     | CHN  | Jin Hua              | 40,23    |
| 10    | JPN  | Kyoko Shimazaki      | 40,26    |
|       |      |                      |          |
| 12    | GER  | Angela Hauck         | 40,38    |
| 15    | GER  | Anke Baier           | 40,59    |
| 27    | AUT  | Emese Antal          | 41,59    |

Datum: 19. Februar 1994, 14:00 

34 Teilnehmerinnen aus 12 Ländern, davon 33 in der Wertung.

### 1000 m
| Platz | Land | Sportlerin        | Zeit (min) |
| ----- | ---- | ----------------- | ---------- |
| 1     | USA  | Bonnie Blair      | 1:18,74    |
| 2     | GER  | Anke Baier        | 1:20,12    |
| 3     | CHN  | Ye Qiaobo         | 1:20,22    |
| 4     | GER  | Franziska Schenk  | 1:20,25    |
| 5     | GER  | Monique Garbrecht | 1:20,32    |
| 6     | JPN  | Shiho Kusunose    | 1:20,37    |
| 7     | AUT  | Emese Hunyady     | 1:20,42    |
| 8     | CAN  | Susan Auch        | 1:20,72    |
| 9     | RUS  | Oksana Rawilowa   | 1:20,82    |
| 10    | RUS  | Natalja Poloskowa | 1:20,84    |
|       |      |                   |            |
| 12    | GER  | Angela Hauck      | 1:20,93    |
| 22    | AUT  | Emese Antal       | 1:22,34    |

Datum: 23. Februar 1994, 16:00 Uhr 

36 Teilnehmerinnen aus 12 Ländern, alle in der Wertung.

### 1500 m
| Platz | Land | Sportlerin          | Zeit (min) |
| ----- | ---- | ------------------- | ---------- |
| 1     | AUT  | Emese Hunyady       | 2:02,18    |
| 2     | RUS  | Swetlana Fedotkina  | 2:02,69    |
| 3     | GER  | Gunda Niemann       | 2:03,41    |
| 4     | USA  | Bonnie Blair        | 2:03,44    |
| 5     | NED  | Annamarie Thomas    | 2:03,70    |
| 6     | RUS  | Swetlana Baschanowa | 2:03,99    |
| 7     | RUS  | Natalja Poloskowa   | 2:04,00    |
| 8     | ROM  | Mihaela Dascălu     | 2:04,02    |
| 9     | JPN  | Seiko Hashimoto     | 2:04,98    |
| 10    | NED  | Tonny De Jong       | 2:05,18    |
|       |      |                     |            |
| 11    | GER  | Anke Baier          | 2:05,97    |
| 14    | GER  | Ulrike Adeberg      | 2:06,40    |
| 19    | AUT  | Emese Antal         | 2:07,72    |
| 26    | GER  | Heike Warnicke      | 2:09,53    |

Datum: 21. Februar 1994, 14:00 Uhr 

30 Teilnehmerinnen aus 11 Ländern, alle in der Wertung.

### 3000 m
| Platz | Land | Sportlerin           | Zeit (min) |
| ----- | ---- | -------------------- | ---------- |
| 1     | RUS  | Swetlana Baschanowa  | 4:17,43    |
| 2     | AUT  | Emese Hunyady        | 4:18,14    |
| 3     | GER  | Claudia Pechstein    | 4:18,34    |
| 4     | KAZ  | Ljudmila Prokaschowa | 4:19,33    |
| 5     | NED  | Annamarie Thomas     | 4:19,82    |
| 6     | JPN  | Seiko Hashimoto      | 4:21,07    |
| 7     | JPN  | Hiromi Yamamoto      | 4:22,37    |
| 8     | ROM  | Mihaela Dascălu      | 4:22,42    |
| 9     | NED  | Carla Zijlstra       | 4:23,42    |
| 10    | JPN  | Miki Ogasawara       | 4:25,27    |
|       |      |                      |            |
| 13    | AUT  | Emese Antal          | 4:27,91    |
| 15    | GER  | Heike Warnicke       | 4:28,43    |

Datum: 17. Februar 1994, 14:00 Uhr 

27 Teilnehmerinnen aus 14 Ländern, davon 25 in der Wertung. Ausgeschieden u. a.: Gunda Niemann (GER).

### 5000 m
| Platz | Land | Sportlerin           | Zeit (min) |
| ----- | ---- | -------------------- | ---------- |
| 1     | GER  | Claudia Pechstein    | 7:14,37    |
| 2     | GER  | Gunda Niemann        | 7:14,88    |
| 3     | JPN  | Hiromi Yamamoto      | 7:19,68    |
| 4     | ITA  | Elena Belci          | 7:20,33    |
| 5     | RUS  | Swetlana Baschanowa  | 7:22,68    |
| 6     | KAZ  | Ljudmila Prokaschowa | 7:28,58    |
| 7     | NED  | Carla Zijlstra       | 7:29,42    |
| 8     | JPN  | Seiko Hashimoto      | 7:29,79    |
| 9     | JPN  | Miki Ogasawara       | 7:30,47    |
| 10    | NED  | Annamarie Thomas     | 7:32,39    |
|       |      |                      |            |
| 15    | AUT  | Emese Antal          | 7:46,78    |

Datum: 25. Februar 1994, 14:00 Uhr 

16 Teilnehmerinnen aus 9 Ländern, alle in der Wertung.